# Porto Corsini
Porto Corsini est une station balnéaire sur la Riviera romagnole et fait partie (Frazione) de la municipalité de Ravenne. Il a été construit de part et d'autre de l'embouchure du canal Candiano, à 13 kilomètres de la ville. Aujourd'hui, seule la zone bâtie sur la rive nord du canal s'appelle Porto Corsini, tandis que la partie sur la rive sud s'appelle Marina di Ravenna depuis 1930. Sur le plan administratif, elle est incluse dans le district n. 4 "del Mare", dont le siège est à Marina di Ravenna.
Du XVIIIe siècle jusqu'à la Première Guerre mondiale, Porto Corsini était le port de Ravenne.

## Histoire
Les origines de Porto Corsini remontent à la première moitié du XVIIIe siècle. Il est né comme un port de la ville pour remplacer l'ancienne escale existant à l'embouchure du canal Panfilio (ou Pamfilio)), situé à quelques kilomètres au sud-est de la ville (où se trouve aujourd'hui le village de Porto Fuori). Vers 1737, le Panfilio a été choisi comme nouveau lit de l'Uniti Fiumi. Sur le cours d'eau, en effet, les fleuves Ronco et Montone ont été artificiellement mis à couler. L'ancien port du canal a été abandonné.
Le nouveau port d'escale a été construit en 1748 sur ordre du cardinal Lorenzo Corsini (futur pape Clément XII), à l'embouchure du nouveau canal artificiel (canal Corsini), créé par l'élargissement du canal de Bajona (aujourd'hui Baiona). La zone portuaire a été construite à l'embouchure du canal de Fossina, où il y avait déjà un lieu de débarquement pour les pêcheurs. La principale activité dans la région était l'achat et la vente de poisson. Le marché aux poissons était soutenu et favorisé par les moines de S. Vitale, car ils possédaient les zones côtières situées au nord de Ravenne. La zone où le port était situé appartenait plutôt aux marquises Cavalli.
Après la période napoléonienne, le gouvernement papal a publié un décret pour réglementer le marché des produits de la pêche et a repris la propriété du port. Au cours du XIXe siècle, l'escale n'a cessé de se développer jusqu'à ce que, sous le pontificat du pape Pie IX, elle devienne "la plus fréquentée et la plus centrale pour le commerce des quatre légations". De plus, le port de Ravenne l'était :
- "l'escale la plus proche et la plus pratique sur la côte romagnole pour Venise, Trieste et d'autres ports étrangers sur l'Adriatique" ;
- "la seule à laquelle pouvaient mener toutes les voies de communication entre le Grand-Duché de Toscane et cette partie de l'État pontifical[2]. La Toscane signifiait Florence, mais aussi Livourne, un port de première importance dans la mer Tyrrhénienne.

En 1847, le premier bateau à vapeur accoste à Porto Corsini. Le port de Ravenne a été, parmi ceux de l'État pontifical, le premier pour les approvisionnements en provenance de l'étranger. En effet, les importations du port de Ravenne ont largement dépassé les exportations. Au milieu du siècle, la somme des mouvements annuels de marchandises était égale à 25 000 tonnes. 

La plupart des marchandises importées provenaient de l'Empire autrichien. Environ un tiers est constitué de matières premières (métaux, bois et produits manufacturés) et de produits de consommation (parmi lesquels le tabac hongrois occupe une place importante). Les exportations, en revanche, se sont concentrées presque exclusivement sur les produits agricoles. Le chanvre représente à lui seul 53% de la valeur des exportations. Le deuxième produit était le grain : le maïs et le blé.

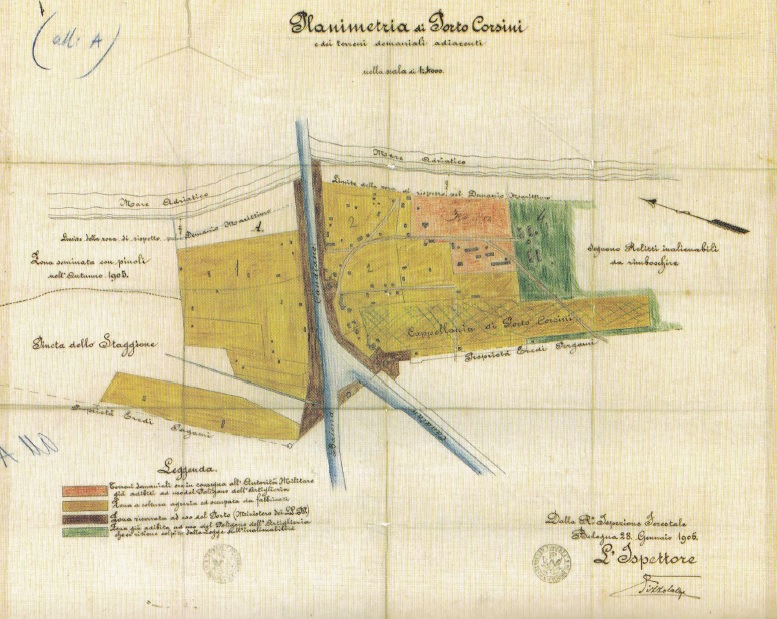
Planimétrie de la région de Porto Corsini (Giovannino Bernabei, 1906).

En 1860, un an après l'incorporation de la Légation des Romagnes dans le nouvel État italien, l'escale est reconnue comme "port national". En 1863, un nouveau phare a été construit, témoignant de l'intérêt continu pour le développement du port. Plus tard, le phare est devenu le siège de l'autorité portuaire. La même année, la liaison ferroviaire de Ravenne avec l'importante ligne Bologne-Ancône (chemin de fer Castelbolognese-Ravenne) a été construite. Les marchandises arrivant à Porto Corsini pouvaient alors être chargées dans des trains à Ravenne et de là, atteindre le reste du pays.
En 1872, la "Società Balnearia" (fondée à Ravenne l'année précédente pour promouvoir des initiatives visant à revitaliser le littoral) a créé un "établissement de bains" sur la plage. C'était une longue construction en bois, composée de cabines disposées en succession parallèlement au rivage. À la fin de la saison chaude, il a été démonté pour être remonté au début de l'été de l'année suivante. Il s'agit de la première lido équipée sur le territoire de la municipalité de Ravenne. Au cours des quarante années suivantes, la fréquentation de la côte a cependant été sporadique, confirmant le manque de succès du tourisme balnéaire au XIXe siècle. La présence des touristes ne deviendra constante qu'à partir des années 20 du XXe siècle.
Porto Corsini est le port le plus proche en Romagne d'une zone particulièrement riche en poissons, qui s'étend sur de nombreux kilomètres au large de Punta Maestra (embouchure du Pô). Au début du XXe siècle, le port a pris de l'importance, attirant des marins d'autres villes de Romagne (surtout de Bellaria), qui ont transféré leurs bateaux dans le port de Ravenne. Le marché aux poissons se tenait à Marina, un petit village sur la rive est à l'embouchure du canal Corsini. Au cours de la même période, l'incidence des navires à vapeur sur le trafic du port est passée de 8 à 28 %, pour atteindre 60 à 70 % dans les années qui ont suivi 1910. Plus tard, le port a été reconnu comme un port de seconde classe et est passé de la sixième à la cinquième position dans le classement des ports de l'Adriatique. En 1908, un navire de plus de 2 000 tonnes est entré pour la première fois dans le port, et en 1911 un navire de 6 000 tonnes. Le tonnage total du trafic annuel de marchandises est passé de 100 000 en 1890 à 150 000 au début du siècle. En 1912, le volume maximal d'avant-guerre a été atteint : 377 512 tonnes.
Dans les premiers mois de 1915, en vue d'une probable entrée de l'Italie dans la Première Guerre mondiale, Porto Corsini est militairement équipée avec la mise en place de canons et de diverses installations militaires sur la côte. Le matin du 24 mai 1915 (le jour même où l'Italie a déclaré la guerre à l'Autriche-Hongrie), le destroyer ennemi Scharfschütze s'est introduit dans le canal Corsini, tirant des coups de canon sur tout ce qu'il croisait. La seule victime, l'ouvrière Natale Zen, a probablement été la première victime italienne du conflit. Pendant le conflit, Porto Corsini était une base militaire, un port d'hydravions et un quartier général de garnison. Les torpilleurs, les sous-marins, les M.A.S. et les hydravions (le 263e escadron à partir du 10 novembre 1917) partaient du port de Ravenne pour effectuer des raids de l'autre côté de la mer Adriatique (territoire autrichien à l'époque).
Le port servait également de base pour les opérations militaires.
Après le conflit, l'utilisation civile de l'escale a été rétablie. Au début des années 1920, en raison du mouvement de translation des vagues créé par les véhicules lourds et puissants qui entraient dans le canal Corsini, une grande quantité de terre s'est détachée des berges de la voie d'eau et s'est accumulée sur le lit, réduisant sa profondeur. À certains endroits, le lit n'atteignait même pas 4 mètres.

À la même époque, le maire de Ravenne, Celso Calvetti, a approuvé le nouveau plan d'urbanisme de Porto Corsini, qui a pris son nom actuel. En 1926, le jeune Eugenio Montale se rend à Ravenne et à Porto Corsini. Il y a raconté sa rencontre imaginaire avec la mystérieuse figure de "Dora Markus", décrivant en arrière-plan la beauté du nouvel aménagement urbain de la localité.
En 1929, la circulation des marchandises a atteint 400 000 tonnes et, après une période de crise au début des années 1930, elle a atteint un pic de 500 000 tonnes en 1939. Le port de Ravenne a été inséré dans la 1ère classe de la 2ème catégorie. Elle importe principalement du bois, de la pierre, du calcaire, des engrais, des légumineuses et des céréales des ports yougoslaves, du charbon et du blé d'Ukraine, du maïs de Bulgarie et du pétrole de Roumanie. Ils exportaient : des légumes (en conserve et frais), des céréales, du blé et de la farine. 

Le sucre et les fruits, en revanche, étaient expédiés par voie terrestre, ce qui montre que le monde manufacturier local était encore lié au transport ferroviaire.
Pendant la Seconde Guerre mondiale, Porto Corsini a été touché par un raid aérien qui a duré du 6 au 9 juillet 1944. Le phare, la tour de l'aqueduc, l'église et plusieurs maisons ont été démolis. Les Allemands en retraite, avant l'évacuation de Ravenne (3 décembre 1944), ont miné le port. Les explosions ont causé de sérieux dommages aux structures. La seconde guerre mondiale a été plus dévastatrice que la première, mais un financement public important a permis de restaurer rapidement le port.

## Description
Plus ancienne que les autres Lidos de Ravenne (jusqu'en 1930, elle a également donné son nom à la ville située au sud du canal, qui n'a pris que plus tard le nom de Marina di Ravenna), elle n'est aujourd'hui ni l'une des plus développées ni l'une des plus fréquentées par les touristes. Elle se caractérise toutefois par un tourisme transversal, bénéficiant de la présence de la pinède de San Vitale derrière elle et de toute la zone de marais et de vallée qui se développe au nord du Candiano (et qui fait partie du Parc régional du Delta du Pô), et est souvent la destination d'excursions et d'activités de nature telles que le cyclisme, la course à pied, la pêche sportive, la planche à voile, le kitesurf et les sports de voile en général. Porto Corsini est relié à Marina di Ravenna par un service de ferry depuis 1966.
Le 20 juin 2011, le nouveau terminal de croisière de Ravenne a été inauguré à l'embouchure du canal Candiano, du côté de Porto Corsini. Entre juin et septembre, les navires de croisière de toutes les grandes entreprises du monde accosteront à la structure. Un flux d'arrivées estimé à environ 75 000 touristes par an est attendu.